# Onthophilus niponensis
Onthophilus niponensis är en skalbaggsart som beskrevs av Lewis 1907. Onthophilus niponensis ingår i släktet Onthophilus och familjen stumpbaggar. Inga underarter finns listade i Catalogue of Life.